# Tlalixco
Tlalixco är en ort i Mexiko.   Den ligger i kommunen Tamazunchale och delstaten San Luis Potosí, i den sydöstra delen av landet, 200 km norr om huvudstaden Mexico City. Tlalixco ligger 250 meter över havet och antalet invånare är 331.
Terrängen runt Tlalixco är huvudsakligen kuperad, men västerut är den bergig. Runt Tlalixco är det ganska tätbefolkat, med 56 invånare per kvadratkilometer. Närmaste större samhälle är Tamazunchale, 8,7 km norr om Tlalixco. I omgivningarna runt Tlalixco växer huvudsakligen savannskog.